# Juvenal Lino de Matos
Juvenal Lino de Matos (Ipaussu, 28 de marzo de 1904 - São Paulo, 4 de junio del 1991) fue un político brasileño. Fue senador federal por 16 años entre 1955 y 1971, asimismo ocupó la alcaldía de São Paulo por casi 10 meses entre 1955 y 1956 y fue diputado estadual en la Asamblea Legislativa de São Paulo entre 1947 y 1955. En total ejerció cargos públicos electivos durante 24 años.
Antes de ingresar a la política, estudió ciencias económicas desempeñándose luego como profesor universitario y corredor de inmuebles. Participó de los movimientos revolucionarios de 1924 y de 1930 y, durante la revolución constitucionalista de 1932, tomó parte en los combates y comandó tropas obteniendo el grado de teniente-coronel. Luego de la revolución, tras la derrota paulista, ingresó en el movimiento sindical siendo presidente de la Unión de Sindicatos de Trabajadores y, en 1938, apoyó activamente a Ademar de Barros. 
En enero de 1947 fue elegido diputado estadual para la Asamblea Legislativa de São Paulo como representante del Partido Social Progresista. Participó en la elaboración de la constitución del estado de São Paulo y se mantuvo en el mandato hasta 1951 cuando aceptó la invitación del gobernador Lucas Nogueira Garcez para ocupar el cargo de Secretario de Educación del estado de São Paulo. Luego regresó a la Asamblea hasta enero de 1955 cuando fue elegido como senador por São Paulo. En mayo de ese mismo año fue elegido alcalde de São Paulo de manera extraordinaria tras el alejamiento del alcalde Jânio Quadros y del vicealcalde Porfírio da Paz quienes asumieron la gobernatura y vice-gobernatura del estado de São Paulo. Tras alejarse temporalmente del senado, terminó renunciando a la alcaldía en abril de 1956 debido a que la Comisión de Constitución y Justicia del Senado opinó en sentido contrario a la acumulación de esos dos cargos siendo sustituido por Vladimir de Toledo Piza.
Tras regresar a su labor en el Senado, en 1962 se apartó del Partido Social Progresista y lideró el Partido Trabalhista Nacional hasta la conclusión de su mandato en 1971. Falleció en São Paulo el 4 de junio de 1991.